# مساعدات مناعية
في علم المناعة، يُعرف المساعد على أنه مادة تزيد الاستجابة المناعية تجاه اللقاح أو تعدلها. تُشتق كلمة المساعد من الكلمة اللاتينية التي تعني المساعدة أو العون. «يُعرف المساعد المناعي بأنه أي مادة تعمل على تسريع الاستجابة المناعية لمستضد نوعي أو إطالتها أو تعزيزها حين تُستخدم مع مستضدات لقاح نوعية».
في الأيام الأولى من تصنيع اللقاح، افتُرض أن ظهور اختلافات كبيرة في فعالية اللقاح نفسه من دفعة إلى أخرى ناتج عن تلوث أوعية التفاعل. لكن، وُجد بعد ذلك ببرهة أن التنظيف الدقيق يقلل فعالية اللقاحات في الواقع، وأن بعض الملوثات عززت الاستجابة المناعية.
تتواجد العديد من المواد المساعدة المعروفة وتُستخدم على نطاق واسع، منها أملاح الألمنيوم والزيوت وبعض الفيروسومات.

## لمحة عامة
تُستخدم المواد المساعدة في علم المناعة غالبًا لتعديل تأثيرات اللقاح أو تعزيزها عبر تحفيز جهاز المناعة ليستجيب للقاح استجابة أقوى، وبالتالي يؤمن مناعة أكبر ضد مرض معين. تنجز المواد المساعدة هذه المهمة عبر محاكاة مجموعات محددة من الجزيئات المحفوظة تطوريًا، والتي تدعى الأنماط الجزيئية المرتبطة بالعامل الممرض، وتشمل الجسيمات الشحمية وعديدات السكاريد الشحمية والأقفاص الجزيئية الخاصة بالمستضد ومكونات من جدار الخلية الجرثومية وأحماض نووية داخل خلوية مثل الحمض النووي الريبوزي ثنائي السلسلة وأحادي السلسلة والحمض النووي الريبوزي منقوص الأوكسجين من نمط سي بي جي غير المميثل الحاوي على ثنائي النكليوتيد. نظرًا لأن الأجهزة المناعية تطورت لتتعرف على هذه الأجزاء المستضدية النوعية، يمكن أن يزيد وجود مادة مساعدة مقترنة مع اللقاح من الاستجابة المناعية الفطرية ضد المستضد عبر تعزيز نشاط الخلايا المتغصنة واللمفاوية والبلعمية الكبيرة، وذلك بمحاكاة العدوى الطبيعية.

### الأنواع
- المركبات غير العضوية: شب البوتاسيوم، وهيدروكسيد الألومنيوم، وفوسفات الألومنيوم، وهيدروكسيد فوسفات الكالسيوم.[7]
- الزيوت: زيت البارافين، والعكبر (في الدراسات غير السريرية فقط)، والمساعد 65 (أساسه زيت الفول السوداني، اختُبر المساعد 65 في لقاحات الإنفلونزا في سبعينيات القرن الماضي، ولكنه لم يُطلق تجاريًا).[8][9][10]
- المنتجات البكتيرية: البكتيريا المقتولة من أنواع البورديتيلا الشاهوقية والمتفطرة البقرية والسموم المضعفة.[7]
- صابونين النبات من القلاجة وفول الصويا والمغزرة المستدرة.[7]
- السيتكونات: الإنترلوكين 1 و2 و12.[7]
- تركيبات: مساعد فرويند التام وغير التام.[7]
- مواد عضوية أخرى: السكوالين.[7]

### أملاح الألومنيوم
تتواجد العديد من المساعدات، التي يكون بعضها غير عضوي، والتي تتمتع بالقدرة على تعزيز التوليد المناعي. يعد الشب أول أملاح الألومنيوم التي استُخدمت لهذا الغرض، ولكن حل هيدروكسيد الألومنيوم وفوسفات الألومنيوم محله بصورة شبه تامة في اللقاحات التجارية. تعد أملاح الألومنيوم أكثر المساعدات استخدامًا في اللقاحات البشرية. وُضح نشاطه المساعد في عام 1926.
ما تزال الآلية الدقيقة لعمل أملاح الألومنيوم غير واضحة، ولكن وُضحت بعض الأفكار عنه. اعتُقد سابقًا أنها تعمل كأجهزة توصيل عبر خلق مستودعات تحبس المستضدات في مواقع الإدخال، ما يؤمن إطلاقًا أبطأ يستمر في تحفيز الجهاز المناعي. لكن، أظهرت الدراسات أن استئصال هذه المستودعات جراحيًا لم يؤثر على حجم استجابة الغلوبيولين المناعي جي 1.
يستطيع الشب أن يحرض الخلايا المتغصنة والخلايا المناعية الأخرى على إفراز الإنترلوكين 1 بيتا، وهو إشارة مناعية تعزز إنتاج الأضداد. يلتصق الشب بالغشاء السيتوبلازمي للخلية ويعيد ترتيب بعض الشحميات فيه. تُحفز الخلايا المتغصنة على العمل، وتلتقط المستضد وتسرع إلى العقدة اللمفية حيث تلتصق بقوة بالخلية التائية المساعدة ويُفترض أنها تحرض الاستجابة المناعية. تعتمد آلية أخرى على قتل الشب الخلايا المناعية عند موقع الإدخال رغم أن الباحثين غير متأكدين تمامًا من كيفية قتل الشب لهذه الخلايا. خُمن أن الخلايا المحتضرة تطلق الدنا الذي يعمل بمثابة إنذار مناعي. وجدت بعض الدراسات أن الدنا المطلق من الخلايا المحتضرة يؤدي إلى التصاقها بصورة أقوى بالخلايا التائية المساعدة، ما يؤدي في النهاية إلى زيادة إطلاق الأجسام المضادة من قبل الخلايا البائية. بغض النظر عن الآلية، يعد الشب مساعدًا غير مفضل لأنه لا يعمل مع جميع المستضدات (مثل الملايا والسل).